# Giuseppe Ciribini
Giuseppe Ciribini (Milano, 20 gennaio 1913 – Torino, 24 luglio 1990) è stato un ingegnere italiano.

## Biografia
Giuseppe Ciribini nacque il 20 gennaio 1913 a Milano.
Laureatosi in ingegneria a Milano nel 1936 con una tesi del titolo Genesi e sviluppi dell'abitazione rustica italiana nel quadro dell'architettura rustica mediterranea Ciribini fu nominato nel 1948 professore ordinario di Elementi Costruttivi presso il Politecnico di Milano. Fu in seguito professore ordinario di Ambiente Costruito e divenne quindi direttore del Dipartimento di Progettazione Architettonica. Ciribini si trasferì poi al Politecnico di Torino dove, a partire dal 1966, insegnò Tecnologia dell'architettura.
Guidò tra il 1955 e il 1961 il Comitato Italiano per la produttività edilizia che nel quadro di un progetto della Comunità europea del carbone e dell'acciaio mise in atto la prima iniziativa organica in Italia nel campo della sperimentazione edilizia.
Oltre che a Torino e Milano insegnò  in altre sedi universitarie: in Italia presso l'Istituto Universitario di Architettura di Venezia e all'estero alla Hochschule für Gestaltung di Ulm, alle Università di San Paolo e di Porto Alegre in Brasile e all'Università di Algeri.
L'11 settembre 1989 Ciribini ottenne il titolo di professore emerito. Morì a Torino il 24 luglio 1990.

## Attività scientifica e didattica
I principali campi dell'attività scientifica di Ciribini furono quelli legati alla Tecnologia dell'architettura; si occupò in particolare di standardizzazione edilizia, coordinazione modulare e, più in generale, dei problemi dell'ambiente costruito.
Un altro filone della sua attività di ricerca fu quello del rapporto tra le scienze umane e l'architettura.
A livello culturale partecipò al dibattito in corso negli anni sessanta sull'industrializzazione dell'edilizia e la programmazione di processi complessi.
Sul ceppo degli insegnamenti di Ciribini nell'ambiente dell'architettura piemontese nacquero due correnti didattiche divergenti: quella di Giorgio Ceragioli, basata sull'estensione del concetto di prestazione alle condizioni limite del costruire (autocostruzione, Ibridazione tecnologica etc.), e quella di Lorenzo Matteoli, che dal performance concept ha esteso il discorso alla coerenza energetica e ambientale degli edifici.
Tra i molti allievi di Ciribini si può ricordare l'architetto Renzo Piano, che si laureò con lui al Politecnico di Milano con una tesi dal titolo Modulazione e coordinamento modulare.